# Stella Maris Leverberg
Stella Maris Raquel Leverberg (Bonpland, Misiones, 12 de septiembre de 1962–Cruce Caballero, Misiones, 3 de enero de 2020) fue una docente y política argentina. Fue diputada nacional por la provincia de Misiones entre 2007 y 2015. Además, fue la conductora gremial de la Unión de Docentes de la Provincia de Misiones. Era conocida por el apodo de Marilú.

## Biografía
Casada con Enso Gómez, con quien tuvo tres hijos: Florencia, Gustavo y Juan Cruz. En 1982 se formó como docente en la Escuela Normal Superior n.º 4 Nicolás Avellaneda de la ciudad de Oberá.
Ejerció su profesión como maestra en el Instituto Privado Hermann Gmeiner y en el Bachillerato Polivalente n°2, ambos ubicados en el Departamento Oberá. Obtuvo la licencia como maestra amparada por el Decreto 542/83.

## Carrera política

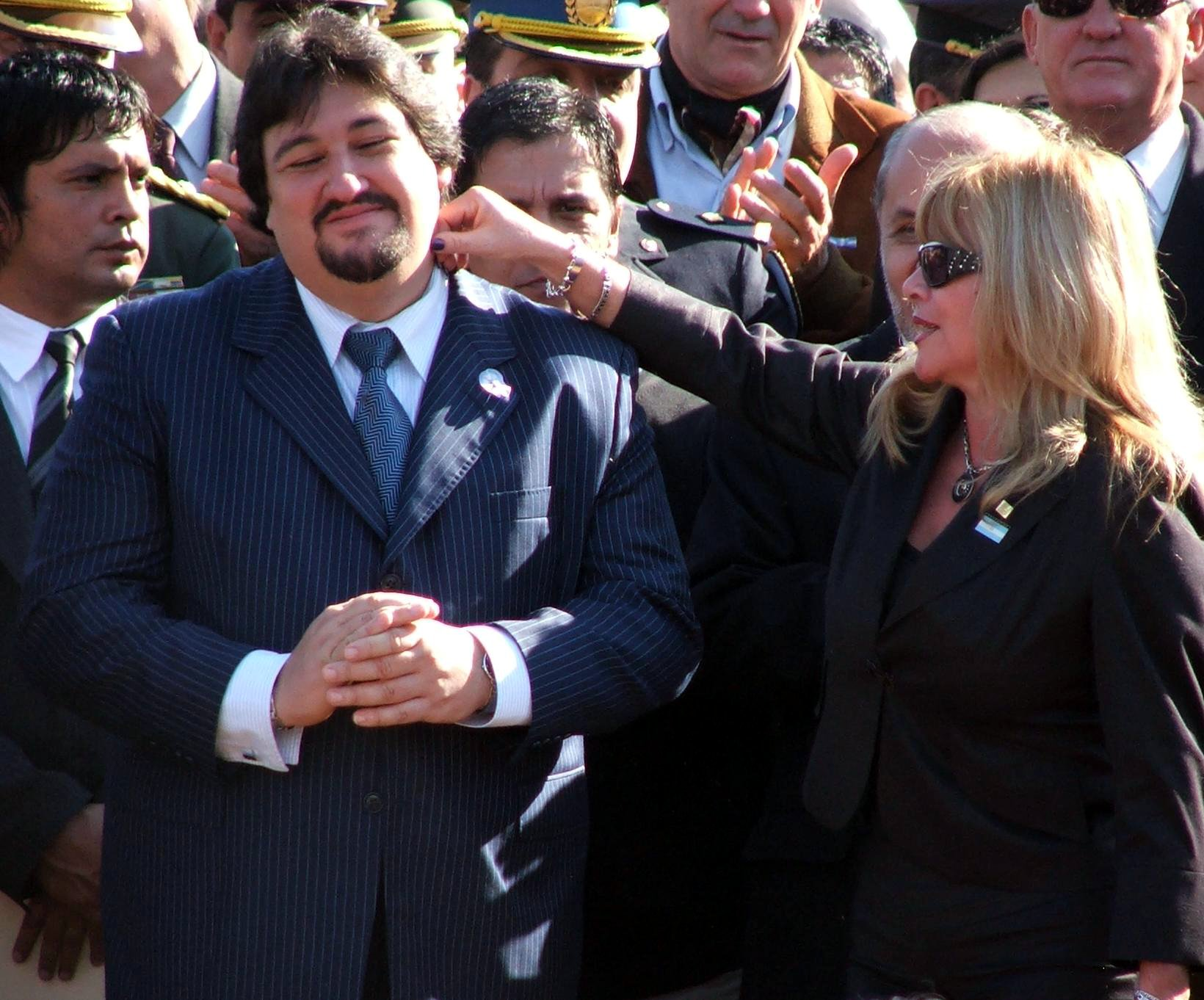
Marilú Leverberg junto al gobernador misionero Maurice Closs.

En 2007, se presentó como candidata a diputada nacional por el partido Frente Renovador de la Concordia, integrando la misma lista que llevó a Maurice Closs a ser elegido gobernador de la provincia. Marilú asumió sus funciones como diputada nacional el 10 de diciembre de 2007. En 2011 fue reelegida para un nuevo mandato, cargo que ocupó hasta 2015.
Presidió la Comisión Especial de Seguimiento de Emprendimientos Hidroeléctricos de Yacyretá, Corpus, Garabí y Roncador e integró las comisiones de Discapacidad, Educación, Legislación del Trabajo, Turismo y la de Familia, Mujeres, Niñez y Adolescencia en la Cámara de Diputados de la Nación. Su banca es parte del oficialista Frente para la Victoria.

## Fallecimiento
El día 3 de enero de 2020 sufrió un accidente de tránsito, al volcar la camioneta en la que circulaba acompañada por su esposo (Enso Gómez), su hija (Florencia) y una amiga (Fany Ruloff) en la Ruta Nacional 14, a la altura de la localidad Cruce Caballero en la provincia de Misiones. Falleció a los cincuenta y siete años pocas horas después a consecuencia de un paro cardio respiratorio a las 22:45 en el Hospital SAMIC de Eldorado luego de arduos intentos por reanimarla.